# 1111년

## 연호
- 북송(北宋) 정화(政和) 원년
- 요(遼) 천경(天慶) 원년
- 일본(日本) 덴에이(天永) 2년
- 서하(西夏) 정관(貞觀) 11년
- 리 왕조(李朝) 호이뜨엉다이카인(會祥大慶) 2년

## 기년
- 고려(高麗) 예종(睿宗) 6년
- 북송(北宋) 휘종(徽宗) 11년
- 요(遼) 천조제(天祚帝) 11년
- 서하(西夏) 숭종(崇宗) 26년
- 리 왕조(李朝) 인종(仁宗) 40년

## 사건
- 4월 13일 - 신성 로마 제국의 황제 하인리히 5세 대관식

## 사망
- 6월 15일 - 고려 장수 윤관
- 십자군 영주 보에몽